# Campionato mondiale femminile di pallavolo 1998
Il campionato mondiale femminile di pallavolo 1998 si è svolto dal 3 novembre al 12 novembre 1998 a Fukuoka, Kagoshima, Matsumoto, Nagoya, Osaka, Tokuyama e Tokyo, in Giappone: al torneo hanno partecipato sedici squadre nazionali e la vittoria finale è andata per la terza volta, la seconda consecutiva, a Cuba.

## Squadre partecipanti
| - Brasile - Bulgaria - Cina - Corea del Sud - Croazia - Cuba - Germania - Giappone | - Italia - Kenya - Paesi Bassi - Perù - Rep. Dominicana - Russia - Stati Uniti - Thailandia |

## Gironi
| Girone A                        | Girone B                         | Girone C                                | Girone D                              |
| ------------------------------- | -------------------------------- | --------------------------------------- | ------------------------------------- |
| Giappone Kenya Paesi Bassi Perù | Bulgaria Cuba Italia Stati Uniti | Brasile Germania Rep. Dominicana Russia | Cina Corea del Sud Croazia Thailandia |

## Fase finale - Osaka

### Finali 1º e 3º posto
|  | 1º posto - 4º posto | 1º posto - 4º posto | 1º posto - 4º posto |      |      | 1º posto | 1º posto | 1º posto |  |
|  |                     |                     |                     |      |      |          |          |          |  |
|  | Cina                | Cina                | 3                   |      |      |          |          |          |  |
|  | Cina                | Cina                | 3                   |      |      |          |          |          |  |
|  | Russia              | Russia              | 0                   |      |      |          |          |          |  |
|  | Russia              | Russia              | 0                   |      | Cuba | Cuba     | 3        |          |  |
|  |                     |                     |                     |      | Cuba | Cuba     | 3        |          |  |
|  |                     |                     | Cina                | Cina | 0    |          |          |          |  |
|  | Cuba                | Cuba                | Cina                | Cina | 0    | 3        |          |          |  |
|  | Cuba                | Cuba                |                     |      |      | 3        |          |          |  |
|  | Brasile             | Brasile             | 1                   |      |      | 3º posto | 3º posto | 3º posto |  |
|  | Brasile             | Brasile             | 1                   |      |      |          |          |          |  |
|  |                     |                     |                     |      |      |          |          |          |  |
|  |                     |                     |                     |      |      | Russia   | Russia   | 3        |  |
|  |                     |                     |                     |      |      | Russia   | Russia   | 3        |  |
|  |                     |                     |                     |      |      | Brasile  | Brasile  | 1        |  |

### Finali 5º e 7º posto
|  | 5º posto - 8º posto | 5º posto - 8º posto | 5º posto - 8º posto |         |        | 5º posto    | 5º posto    | 5º posto |  |
|  |                     |                     |                     |         |        |             |             |          |  |
|  | Italia              | Italia              | 3                   |         |        |             |             |          |  |
|  | Italia              | Italia              | 3                   |         |        |             |             |          |  |
|  | Paesi Bassi         | Paesi Bassi         | 0                   |         |        |             |             |          |  |
|  | Paesi Bassi         | Paesi Bassi         | 0                   |         | Italia | Italia      | 3           |          |  |
|  |                     |                     |                     |         | Italia | Italia      | 3           |          |  |
|  |                     |                     | Croazia             | Croazia | 0      |             |             |          |  |
|  | Croazia             | Croazia             | Croazia             | Croazia | 0      | 3           |             |          |  |
|  | Croazia             | Croazia             |                     |         |        | 3           |             |          |  |
|  | Giappone            | Giappone            | 0                   |         |        | 7º posto    | 7º posto    | 7º posto |  |
|  | Giappone            | Giappone            | 0                   |         |        |             |             |          |  |
|  |                     |                     |                     |         |        |             |             |          |  |
|  |                     |                     |                     |         |        | Paesi Bassi | Paesi Bassi | 3        |  |
|  |                     |                     |                     |         |        | Paesi Bassi | Paesi Bassi | 3        |  |
|  |                     |                     |                     |         |        | Giappone    | Giappone    | 1        |  |

## Podio

### Campione
Formazione: 1 Ruiz, 2 Costa, 3 Luis, 4 Izquierdo, 8 Bell, 9 Mestre, 10 Torres, 11 Mesa, 12 Agüero, 14 Fernández, 16 Francia, 17 Sanchez, CT: Perdomo

### Secondo posto
Formazione: 1 Lai, 2 Li Ya., 3 Cui, 4 Zhu, 5 Wu, 7 He, 8 Yin, 9 Li Yi., 10 Wang Z., 11 Sun, 12 Qiu, 15 Wang L., CT: Lang

### Terzo posto
Formazione: 1 Tebenichina, 2 Morozova, 3 Belikova, 4 Plotnikova, 5 Sokolova, 6 Godina, 7 Safronova, 8 Artamonova, 9 Tiščenko, 10 Vasilevskaja, 11 Čukanova, 17 Ogienko, CT: Karpol'

## Classifica finale
| Classifica | Squadre         |
| ---------- | --------------- |
|            | Cuba            |
|            | Cina            |
|            | Russia          |
| 4          | Brasile         |
| 5          | Italia          |
| 6          | Croazia         |
| 7          | Paesi Bassi     |
| 8          | Giappone        |
| 9          | Corea del Sud   |
| 10         | Bulgaria        |
| 11         | Perù            |
| 12         | Rep. Dominicana |
| 13         | Germania        |
| 14         | Kenya           |
| 15         | Thailandia      |
| 16         | Stati Uniti     |